# Харчук, Клим Власович
Клим Власович Харчук (1906 — неизвестно, Тельмановский район, Донецкая область) — старший механик зернового совхоза имени XVIII партсъезда Министерства совхозов СССР, Тельмановский район Сталинской области, Украинская ССР. Герой Социалистического Труда (1949).

## Биография
Родился в 1906 году в одном из населённых пунктов современной Житомирской области. В послевоенное время — старший механик совхоза имени 18 партсъезда (с 1992 года — опытное хозяйство «Приазовье» Донецкого института агропромышленного производства) Тельмановского района с центральной усадьбой в селе Новосёловка Тельмановского района (сегодня — Волновахский район). В 1948 году обеспечил получение в совхозе в среднем с каждого гектара по 32,3 центнера пшеницы на площади 313 гектаров.
Указом Президиума Верховного Совета СССР от 14 мая 1949 года удостоен звания Героя Социалистического Труда за «получение высоких урожаев пшеницы в 1948 году» с вручением ордена Ленина и золотой медали «Серп и Молот» (№ 3593).
Этим же указом званием Героя Социалистического Труда были награждены директор совхоза Иван Андреевич Бабенко, старший агроном Борис Михайлович Черепов, управляющий отделением Иван Леонтьевич Мирошниченко, звеньевая Елена Иосифовна Рудницкая и механик отделения Илья Дмитриевич Саввахай.
После выхода на пенсию проживал в Тельмановском районе (сегодня — Волновахский район). Дата смерти не установлена.